# (4930) Rephiltim
(4930) Rephiltim est un astéroïde de la ceinture principale.

## Description
(4930) Rephiltim est un astéroïde de la ceinture principale. Il fut découvert le 10 janvier 1983 à l'observatoire Palomar par Stephen L. Salyards. Il présente une orbite caractérisée par un demi-grand axe de 3,12 UA, une excentricité de 0,05 et une inclinaison de 15,5° par rapport à l'écliptique.

## Compléments